# برو12 موسم 2013–14
برو12 موسم 2013–14 هو الموسم 13 من  بطولة اتحاد الرغبي. أقيم خلال الفترة 6 سبتمبر 2013 وحتى 31 مايو 2014، وكان عدد الأندية المشاركة فيه  12، وفاز فيه لينستر رغبي.